# 源神庙
源神庙，位于山西省晋中市介休市洪山镇洪山村狐歧山麓，是中华人民共和国全国重点文物保护单位之一。
2004年6月10日，公布为山西省文物保护单位，2013年5月公布为全国重点文物保护单位，是一座古建筑。